# Berotá
Berotá (hebreo bērôṯâ) es una ciudad mencionada en el Libro de Ezequiel 47:16, situada en el límite norte del estado ideal de Israel. Probablemente se identifique con Berotai (bērôṯay)», una ciudad de la antigua Siria gobernada por Hadad-ezer bar Rehob, rey de Zoba, a principios del siglo X a. C.. Según 2 Samuel 8:8, el rey David de Israel saqueó la ciudad de una gran cantidad de bronce o cobre.
El sitio de Berothai es probablemente el pueblo actual de Bereitân (Brital), 13 km (8 mi) al sur de Baalbek.